# Гуссіді Сергій Миколайович
Сергій Миколайович Гуссіді, псевдо Полум'я (2 березня 1981, с. Кир'яківка, Миколаївський район, Миколаївська область — 16 травня 2022, біля м. Вугледар, Волноваський район, Донецька область) — український військовик та спортсмен, лейтенант, командир гранатометного взводу 90-го окремого аеромобільного батальйону ім. Героя України старшого лейтенанта Івана Зубкова 81-ї окремої аеромобільної бригади Збройних сил України, учасник російсько-української війни, оборонець Донецького аеропорту.

## Із життєпису
Строкову службу завершив у 2000 році. Займався спортом, зокрема плаванням, був спеціалістом з кульової стрільби та рукопашного бою. У 2006 році закінчив Миколаївський державний університет ім. В. О. Сухомлинського, після чого 2 роки працював викладачем методики навчання предметів «Захист Вітчизни», «Кульова стрільба», «Рукопашний бій» на катедрі військової підготовки цього ж університету. Із 2008 року по травень 2014-го — вчитель із «Захисту Вітчизни» та фізичної культури школи № 10 Миколаєва.
Від 2 серпня 2014 року до серпня 2015 року служив командиром взводу в Костянтинівці Донецької області, учасник бойових дій в зоні проведення Антитерористичної операції. Захищав Донецький аеропорт, брав участь в інших бойових діях на Донбасі. Із жовтня 2015 року працював вчителем в школі № 6 Миколаєва, очолював міську громадську організацію «Учасники та інваліди АТО».
Після російського вторгнення 2022 року повернувся до 90-го батальйону Збройних сил України, на посаду командира взводу.
Загинув увечері 16 травня 2022 року, біля м. Вугледар Донецької області, від осколкового поранення.

## Нагороди
- Указом Президента України № 403/2017 від 5 грудня 2017 року «за особистий внесок у зміцнення обороноздатності Української держави, мужність і самовіддані дії, виявлені у захисті державного суверенітету та територіальної цілісності України, зразкове виконання військового обов'язку» — нагороджений орденом «За мужність» III ступеня[5].
- Орден «За заслуги перед Миколаївщиною».
- Нагрудний знак «Знак пошани» від Міністра оборони України[2].
- Відзнака Миколаївської обласної ради «Хрест Святого Миколая» — 5 грудня 2018 року[6].
- Нагрудний знак «За оборону Донецького аеропорту»[1].

## Увічнення пам'яті
- 17 травня 2024 року у Миколаєві провели баскетбольний турнір, який присвятили Сергію Гуссіді[7].
- 26 липня 2024 року розпорядженням голови Миколаївської обласної державної адміністрації Віталія Кіма відповідно до Закону України «Про засудження та заборону пропаганди російської імперської політики в Україні і деколонізацію топонімії» вулицю генерала Бєлова перейменовано на вулицю Сергія Гуссіді[8][9].